# Khoshk-e Bijar
Khoshk-e Bījār (farsi خشکبیجار) è una città dello shahrestān di Rasht, circoscrizione di Khoshk-e Bijar, nella provincia di Gilan. Aveva, nel 2006, una popolazione di 7.478 abitanti. 